# Ryan Whiting
Ryan Whiting (ur. 24 listopada 1986 w Harrisburgu) – amerykański lekkoatleta, kulomiot.

## Osiągnięcia
- dwa złote medale mistrzostw panamerykańskich juniorów (pchnięcie kulą 6 kg & rzut dyskiem 1,75 kg, Windsor 2005)[2][3]
- 6. miejsce podczas mistrzostw świata (Daegu 2011)
- złoto halowych mistrzostw świata (Stambuł 2012)
- 9. miejsce na igrzyskach olimpijskich (Londyn 2012)
- srebrny medal mistrzostw świata (Moskwa 2013)
- zwycięzca łącznej punktacji Diamentowej Ligi 2013 w pchnięciu kulą[4]
- złoto halowych mistrzostw świata (Sopot 2014)
- 7. miejsce podczas mistrzostw świata (Londyn 2017)
- wielokrotny mistrz NCAA
- złoty medalista mistrzostw USA

## Rekordy życiowe
- pchnięcie kulą (stadion) – 22,28 m (2013)
- pchnięcie kulą (hala) – 22,23 m (2014) 8. wynik w historii światowej lekkoatletyki